# 豊田友直
豊田 友直（とよだ ともなお、文化2年（1805年） - 明治3年（1870年）は、江戸時代後期の旗本。久須美祐明の3男。祐雋、祐義の弟、祐利の兄。子に杉浦梅潭正室、友文、杉浦梅潭継室、久須美祐温室。通称は藤之進。小普請組の豊田藤太郎の養子となった。
文化14年（1817年）、豊田家の家督を継いで小普請組へ入り、しばらく評定所に勤務していたが、天保10年（1839年）、飛騨郡代に任命され、飛騨へ赴任した。在任中は飢餓対策、物価対策に追われ、備蓄貯蓄制度や物価引下げ、飛騨御林山の植林奨励、人足寄場の構想に努めた。天保11年（1840年）に尾張から陶工戸田柳造を招き、陶磁器を作らせた。これは後の渋草焼の元となった。
弘化2年（1845年）、江戸城二の丸の留守居に異動、江戸へ戻った。以後は先手弓頭、火付盗賊改方加役、持筒頭や旗奉行を歴任、元治元年（1864年）に病気で隠居、明治3年（1870年）に死去。享年66。
飛騨郡代の事務引継ぎにあたって飛騨に関する引継ぎ書類を残し、飛騨郡代在任から死の前年まで『豊田友直日記』を書き著した。また、甥の杉浦梅潭に娘を娶わせたり（長女と次女はそれぞれ梅潭の正室と継室）、幕臣登用まで梅潭の面倒を見たり、父や兄弟達と手紙のやり取りをしていた。これらの行動は久須美家の交流を絶やさないようにする配慮であり、情報交換で社会情勢を読み取ろうとする意志が窺える。

## 経歴
- 文政10年（1827年）3月8日、勘定出役
- 文政11年（1828年）7月2日、勘定、評定所留役当分助
- 文政12年（1829年）12月11日、評定所留役助
- 天保4年（1833年）1月24日、評定所留役
- 天保7年（1836年）6月28日、評定所留役勘定組頭
- 天保10年（1839年）10月2日、飛騨郡代に異動、飛騨へ赴任。
- 弘化2年（1845年）4月8日、二の丸留守居
- 弘化4年（1847年）5月26日、留守居番
- 嘉永7年（1854年）11月24日、先手弓頭
- 安政5年（1858年）6月5日、火付盗賊改方加役、12月29日に持筒頭に異動。
- 万延元年（1860年）3月9日、江戸中昼夜廻
- 文久2年（1862年）12月19日、江戸中昼夜廻を御免、28日に旗奉行に任命。
- 元治元年（1864年）8月18日、勤仕並寄合、10月13日、隠居。